# Neblo
Neblo – wieś w Słowenii, w gminie Brda. W 2018 roku liczyła 205 mieszkańców.